# Baptism: A Journey Through Our Time
Baptism: A Journey Through Our Time es séptimo álbum de estudio de la cantante estadounidense Joan Báez, publicado por la compañía discográfica Vanguard Records en junio de 1968. El álbum recoge poesías recitadas o cantadas por la cantante, con la orquestación realizada por Peter Schickele, de forma similar a su predecesor, Joan.

## Lista de canciones
1. "Old Welsh Song" (Henry Treece) - 1:17
2. "I Saw the Vision of Armies" (Walt Whitman) - 1:17
3. "Minister of War" (Arthur Waley) - 1:11
4. "Song In the Blood" (Lawrence Ferlinghetti/Jacques Prévert) - 4:30
5. "Casida of the Lament" (J.L. Gili/Federico García Lorca) - 1:02
6. "Of the Dark Past" (James Joyce) - 2:00
7. "London" (William Blake) - 1:20
8. "In Guernica" (Norman Rosten) - 1:01
9. "Who Murdered the Minutes" (Henry Treece) - 3:22
10. "Oh, Little Child" (Henry Treece) - 1:26
11. "No Man Is an Island" (John Donne) - 0:57
12. "Portrait of the Artist As a Young Man" (James Joyce) - 2:15
13. "All the Pretty Little Horses" (traditional) - 1:15
14. "Childhood III" (Arthur Rimbaud/Louis Varese) - 1:10
15. "The Magic Wood"  (Henry Treece) - 2:30
16. "Poems from the Japanese" (Kenneth Rexroth) - 2:22
17. "Colours" (P. Levi, R. Milner-Gulland, Yevgeny Yevtushenko) - 1:14
18. "All in green went my love riding" (E. E. Cummings) - 3:25
19. "Gacela of the Dark Death" (Federico García Lorca/Stephen Spender) - 2:10
20. "The Parable of the Old Man and the Young" (Wilfred Owen) - 0:52
21. "Evil" (N. Cameron/Arthur Rimbaud) - 1:31
22. "Epitaph for a Poet" (Countee Cullen) - 1:16
23. "Mystic Numbers- 36" - 1:07
24. "When The Shy Star Goes Forth In Heaven" (James Joyce) - 1:25
25. "The Angel" (William Blake) - 1:33
26. "Old Welsh Song" (Henry Treece) - 1:22

## Personal
- Joan Báez: voz y guitarra acústica

## Posición en listas
| País           | Lista         | Posición |
| -------------- | ------------- | -------- |
| Estados Unidos | Billboard 200 | 84       |